# فرودگاه هوالاپای
فرودگاه هوالاپای (به انگلیسی: Hualapai Airport) یک فرودگاه خصوصی است که یک باند فرود آسفالت دارد و طول باند آن ۱۴۶۰ متر است. این فرودگاه در کشور ایالات متحده آمریکا قرار دارد و در ارتفاع ۱۶۲۱ متری از سطح دریا واقع شده‌است.